# Mert Hakan Yandaş
Mert Hakan Yandaş (* 19. August 1994 in Osmangazi in der Provinz Bursa) ist ein türkischer Fußballspieler und er steht seit August 2020 beim Fenerbahçe Istanbul unter Vertrag.

## Spielerkarriere

### Vereine
Yandaş begann mit dem Vereinsfußball 2006 in der Nachwuchsabteilung vom Bursa Güven SK. 2011 wechselte er zum Stadtrivalen Oyak Renault SK, ein Farmteam vom Bursaspor. Im Oktober 2012 erhielt er einen Profivertrag und wurde in die erste Mannschaft aufgenommen. Bis zum Saisonende absolvierte er für den Viertligisten 17 Ligaspiele und schoss dabei ein Tor.
Zur Saison 2013/14 wechselte er mit seinem Teamkollegen Erce Kardeşler zum Drittligisten Altınordu Izmir. Mit diesem Verein wurde Yandaş zum Saisonende Gruppensieger und stieg in die TFF 1. Lig auf. Für die Spielzeit 2014/15 wurde er an den Viertligisten Tire 1922 Spor ausgeliehen und nach einer Saison an diesen abgegeben. Nach zwei Jahren bei Tire zog Yandaş Ende August 2016 zum Drittligisten Menemen Belediyespor weiter und absolvierte 35 Spiele, aus Liga- und Playoffspielen, und erzielte zwölf Tore.
Zur Saison 2017/18 wechselte er zum Erstligisten Sivasspor. Yandaş bestritt in drei Spielzeiten für die Rot-Weißen 72 Pflichtspiele, aus Liga- und Pokalspielen, und erzielte 13 Tore. Seine erfolgreichste Saison bei Sivas war die Letzte (2019/20) mit zehn erzielten Toren und fünf Torvorlagen in 37 Pflichtspieleinsätzen, wo er auch zu den auffälligsten Fußballspielern der Liga angehörte durch seine Fernschusstore. Des Weiteren wurde Yandaş mit Sivasspor Herbstmeister und stiegen somit temporär zu den Meisteraspiranten auf, am Saisonende reichte es für den vierten Rang und der direkten Qualifikation zur UEFA Europa League.
Nach Vertragsende beim Sivasspor wechselte Yandaş im August 2020 zur Saison 2020/21 zum Ligakonkurrenten Fenerbahçe Istanbul. Er gehörte in seiner ersten Saison für Fenerbahçe zum Stammkader an, wo er sowohl über die Saison als Startelf- und Einwechselspieler agierte. In der Saison 2021/22 führte Yandaş zweimal seine Mannschaft als Kapitän an und trug mit seinen Torvorlagen gegen Saisonende zur türkischen Vizemeisterschaft seiner Mannschaft bei. Darüber hinaus gehörte er mit seinen Torvorlagen zu den offensiven Leistungsträgern der Mannschaft und auch unter den zehntbesten Torvorlagengebern der Süper-Lig-Saison an.

### Nationalmannschaft

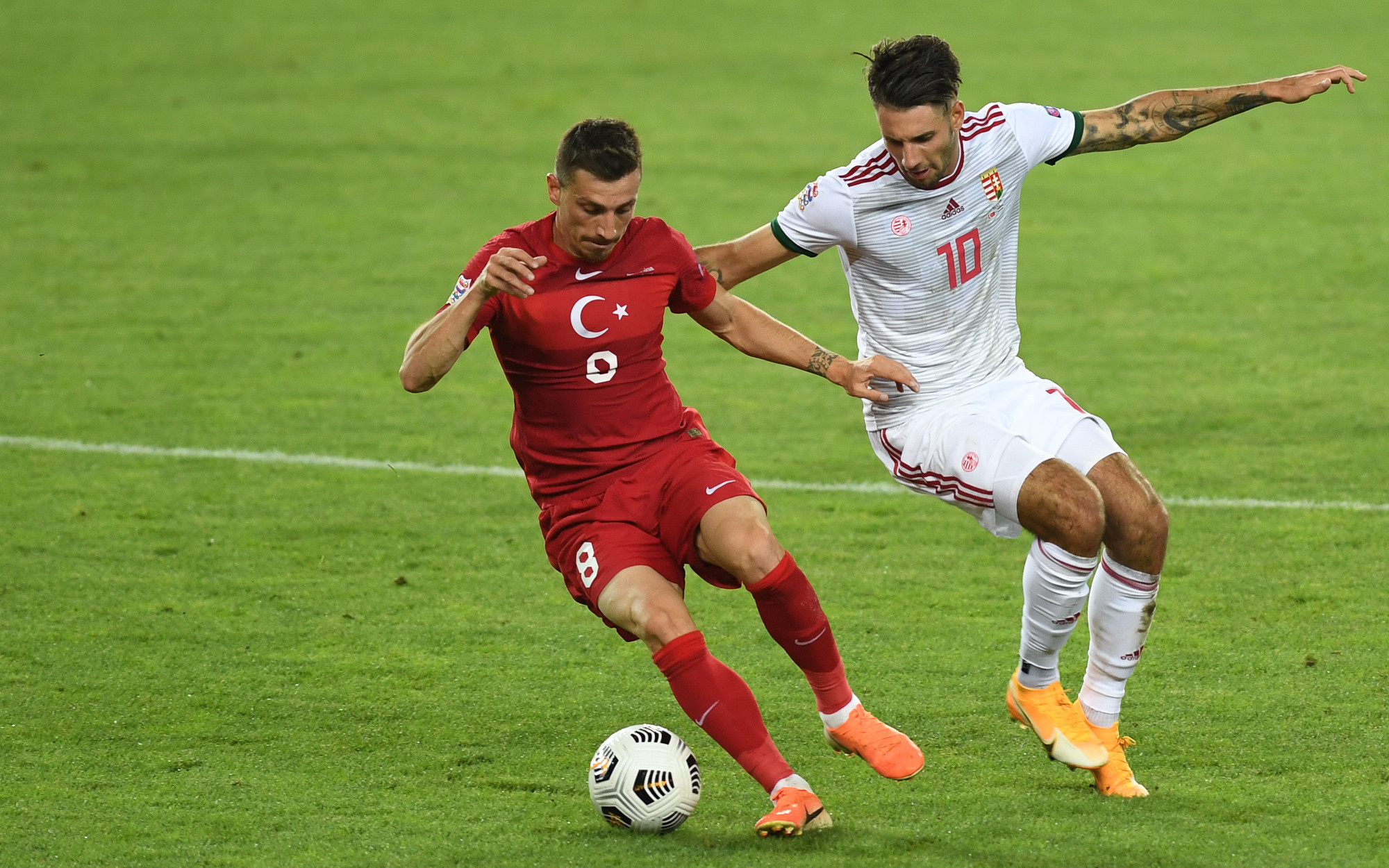
Yandaş (Links) in seinem ersten A-Länderspieleinsatz im September 2020.

Nach seinem Vereinswechsel zum Erstligisten Fenerbahçe Istanbul wurde Yandaş im August 2020 unter dem Nationaltrainer Şenol Güneş erstmals für die türkische A-Nationalmannschaft berufen für Länderspiele der UEFA Nations League 2020/21. Gleich im ersten Länderspiel am 3. September 2020 im Neuen Stadion des 4. Septembers gegen Ungarn gab er sein A-Länderspieldebüt und das direkt in der Startelf, somit ging ein Karrieretraum von ihm in Erfüllung.

## Erfolge
- Mit Altınordu Izmir
  - Gruppensieger der TFF 2. Lig (Gruppe Rot) und Aufstieg in die TFF 1. Lig: 2013/14

- Mit Tire 1922 Spor
  - Torschützenkönig der TFF 3. Lig (1. Gruppe): 2015/16[6][17]

- Individuell
  - Tor des Spieltages der türkischen „Süper Lig“ (beIN Sports): 9., 34. Spieltag der Saison 2020/21[18]